# Largocephalosaurus
Il largocefalosauro (gen. Largocephalosaurus) è un rettile estinto di incerta collocazione sistematica. Visse nel Triassico medio (Anisico, circa 247 - 242 milioni di anni fa) e i suoi resti fossili sono stati ritrovati in Cina.

## Descrizione
Questo animale possedeva un corpo piuttosto appiattito ma allungato, che poteva raggiungere e oltrepassare i due metri di lunghezza. Il corpo era percorso longitudinalmente da piccoli osteodermi, che fornivano un certo grado di difesa. Le costole dorsali, inoltre, formavano una struttura compatta e protettiva. Il cranio era largo posteriormente e dotato di un muso più stretto, con numerosi denti robusti. La coda era insolitamente lunga rispetto al corpo e appiattita lateralmente, essendo con tutta probabilità la principale fonte di propulsione dell'animale. Largocephalosaurus possedeva enormi zampe anteriori appiattite, soprattutto se paragonate a quelle posteriori; probabilmente erano utili durante il nuoto, in particolare per direzionarsi. 

## Classificazione
Largocephalosaurus è stato descritto per la prima volta nel 2012, sulla base di un fossile incompleto proveniente dalla regione di Luoping, nella provincia di Yunnan in Cina. Questo fossile, che conservava solo la metà anteriore dell'animale, era stato interpretato come un saurotterigio basale affine ai pachipleurosauri e ai notosauri, e venne descritto come Largocephalosaurus polycarpon. Un fossile più completo, rinvenuto presso Xinmin, nella contea di Panxian, venne descritto l'anno seguente in una specie a sé stante, L. qianensis. Questo fossile permise di riscontrare notevoli affinità con un altro rettile enigmatico proveniente dalla Cina, Sinosaurosphargis, e di riconoscere un clade (Saurosphargidae) i cui membri sono stati scoperti anche in Europa (Saurosphargis e forse Eusaurosphargis). Largocephalosaurus, in particolare, sembrerebbe essere stato più primitivo di Sinosaurosphargis a causa di caratteristiche antiquate come un collo più lungo e un corpo meno corazzato e più allungato.